# Крокос (Грчка)
Крокос (грч. Κρόκος) је град у општини Кожани у периферији Западна Македонија, Грчка. Према попису из 2021. године било је 2.687 становника.
Насеље је 1913. године имало 992 житеља Грка. Село се раније звало Гоблица.